# Bahía Camarones
La bahía Camarones se encuentra situada en la provincia del Chubut al norte del golfo de San Jorge (Argentina) sobre la costa del océano Atlántico.
Sus punto extremos son, al norte Punta Roja y al sur cabo Dos Bahías. Tiene una longitud de 40 km y un saco de 18,5 km.
La playa alterna entre pedregullo y conchilla con numerosas restingas en el extremo norte.
En esta bahía se encuentra la localidad de Camarones, a la cual se accede por la ruta provincial n°30 (pavimentada) que la vincula a la ruta nacional 3, con la ciudad de Comodoro Rivadavia unos 260 km hacia el suroeste y la localidad de Trelew 260 km hacia el noreste. Otro acceso puede realizarse mediante la ruta provincial n.º 1 que se encuentra sin pavimentar y también conecta con las localidades mencionadas durante trayectos más largos, transitando por dentro de establecimientos ganaderos.  
La ciudad de Camarones cuenta con un pequeño puerto pesquero y posee alrededor de 3.000 habitantes.
En sus aguas naufragó el Villarino, vapor transporte de la Armada Argentina encargado en su viaje inaugural de la repatriación de los restos del general José de San Martín y que había efectuado 101 viajes de aprovisionamiento y transporte de pasajeros a la Patagonia Argentina.